# Георги Филиповски
Георги Стефанов Филипов (на македонска литературна норма: Ѓорѓи Филиповски) е виден почвовед от Северна Македония, един от основателите на Земеделския факултет на Скопския университет, академик на Македонската академия на науките и изкуствата.

## Биография
Роден е на 6 май 1919 година в леринската паланка Суровичево, Гърция (днес Аминдео). Завършва основно образование в Битоля, Югославия, като Джордже Филипович. От 1937 до 1941 година учи агрономия в Земун. След разгрома на Югославия в 1941 година, се прехвърля да учи в Софийския университет, където се дипломира в 1942 година. Работи в университета като асистент по педология до 1944 година.
От 1945 до 1947 година, вече като Филиповски, е шеф на Педологическия агротехнически отдел на Земеделския изпитателен институт в Скопие, а след това преподавател в Земеделско-горския факултет на Скопския университет и ръководител на катедрата по педология в Земеделския факултет. От 1963 до 1965 година е ректор на университета. От 1965 година е почетен член на университета Брадфорд в Англия. На 18 август 1967 година е избран за академик - член на МАНИ, а в 1973 година – за член на Академията на науките и изкуствата на Босна и Херцеговина. Автор е на трудове върху географията, генезиса и мелиорацията на почвите. Основният му труд е шесттомната „Почвите в Република Македония“.